# Humban-haltasz II
Humban-haltasz II – król Elamu w latach 681–675 p.n.e., następca i najprawdopodobniej syn Humban-haltasza I.
Prowadził politykę konfrontacji z Asyrią wspomagając plemiona chaldejskie w Babilonii. Według Kroniki babilońskiej najechał on w 675 roku p.n.e. miasto Sippar i zmarł „nie będąc chorym”. 